# Neustadt an der Waldnaab
Pour les articles homonymes, voir Neustadt.
Neustadt an der Waldnaab est une ville de Bavière (Allemagne), située dans l'arrondissement de Neustadt an der Waldnaab, dans le district du Haut-Palatinat.